# その気にさせないで (キャンディーズの曲)
「その気にさせないで」（そのきにさせないで）は、1975年9月1日に発売されたキャンディーズの7枚目のシングル。

## 解説
- 解散コンサート時点でのシングル売上は累計19万枚（CBS・ソニー調べ）[1]。
- 「その気にさせないで」「一枚のガラス」ともに10月リリースのアルバム『その気にさせないで』に収録された。
- 当時流行していたソウルミュージックの影響を受けた曲である。歌詞部分はソロかユニゾンであるが、サビ付近のスキャットは3声和音である。サビでランが「なぜかあなたには隙を突かれそう。」というフレーズで絶叫口調で歌っているが、この歌唱方法が後にSPEEDや安室奈美恵のソウル調の楽曲にも継承された。

## 収録曲
- 両楽曲共に、作詞：千家和也／作曲：穂口雄右

1. その気にさせないで（3分30秒）
編曲：穂口雄右
2. 一枚のガラス（3分32秒）
編曲：あかのたちお

## 参加ミュージシャン

### その気にさせないで
- 水谷公生 - ギター[2]
- 武部秀明 - ベース[2]
- 田中清司 - ドラムス[2]
- ラリー寿永 - パーカッション[3]

## カバー
その気にさせないで
- クリスタル・スリー（1979年、LP『キャンディーズ・ディスコ・ヒート』でカバー。歌詞は英語（訳詞：MITSU NANAMI））